# Reinhold Odencrants
Carl Gustaf Reinhold Odencrants, född 12 april 1903 i Norra Vings församling, Skaraborgs län, död 3 april 1961 i Hägerstens församling, Stockholms län, var en svensk landsantikvarie.
Odencrants, som var son till godsägare Carl Odencrants och Ruth von Essen, avlade studentexamen i Skara 1923 samt blev filosofie kandidat vid Uppsala universitet 1929 och filosofie licentiat 1933. Han var amanuens vid Uppsala universitets museum för nordiska fornsaker 1930–1933, vid Nordiska museet 1934–1937, landsantikvarie i Norrbottens län och intendent vid Norrbottens museum 1937–1945 samt landsantikvarie i Blekinge län och intendent vid Blekinge museum från 1945 till 1952, då han lämnade sin tjänst på grund av sjukdom.  Han utgav bland annat Haparanda stad 100 år (1945).